# Betton-Bettonet
Betton-Bettonet település Franciaországban, Savoie megyében. Lakosainak száma 304 fő (2022. január 1.). Betton-Bettonet Chamoux-sur-Gelon, Châteauneuf, Hauteville, La Trinité és Villard-Léger községekkel határos.

## Népesség
A település népességének változása:
| Lakosok száma | 310  | 317  | 323  | 313  | 311  | 306  | 307  | 302  | 304  |
|               | 2013 | 2015 | 2016 | 2017 | 2018 | 2019 | 2020 | 2021 | 2022 |